# 林懋植
林懋植（1519年—1538年），字君本，福建興化府莆田縣人，民籍，明朝政治人物。

## 生平
嘉靖十六年（1537年）丁酉科福建鄉試第三名舉人。嘉靖十七年（1538年）聯捷戊戌科會試第五十三名，登第二甲第三十名進士。未授官，本年十月卒。

## 家族
曾祖林輯，稅課局大使；祖父林鐸，義官；父林渙，母方氏；繼母陳氏。兄林應標（按察司副使）、林雲同（按察司佥事）、林應采（贡士）、林應柱、林應樞、林應麓、弟林應構、林應楫、林應橚。